# Asisita
La asisita es un mineral de la clase de los minerales haluros. Fue descubierta en 1988 en una mina de la granja Asis en la localidad de Kombat (Namibia), siendo nombrada así por esta granja. Un sinónimo poco usado es su clave: IMA1987-003.

## Características químicas
Es un oxi-cloruro de plomo con aniones adicionales de sílice, con estructura molecular en hojas de oxicloruro.

## Formación y yacimientos
Aparece en depósitos de silicatos de manganeso, en sus proximidades. Suele encontrarse asociado a otros minerales como: hematofanita, barita, jacobsita, hematita, cobre nativo, molibdofilita o clorita.